# La Correspondencia de Valencia
La Correspondencia de Valencia fue un periódico español editado en Valencia entre 1882 y 1939.

## Historia
La publicación, de carácter vespertino, fue fundada en Valencia en1882 por Manuel María de Santana, quien era responsable también de la edición de La Correspondencia de España de Madrid, si bien poco después de su creación fue vendido a Francisco Peris Mencheta. Su orientación política era conservadora, y las principales aportaciones provenían de la Agencia Mencheta de Noticias, que también trabajaba para El Noticiero Universal de Barcelona.
Desde 1877 hasta su fundación como diario independiente en 1882, La Correspondencia de Valencia fue el suplemento de cuarta página de noticias locales de La Correspondencia de España en Valencia impreso por Joan Guix y dirigido por Francisco Peris Mencheta, casado con Dolors Guix, hija del impresor, desde enero de 1877.
En mayo de 1918 se convirtió en el órgano oficial del partido político Unión Valencianista Regional, sirviendo de plataforma en las campañas del mismo en favor del estatuto de autonomía valenciano, polemizando con el diario El Pueblo, órgano del Partido de Unión Republicana Autonomista. Los principales columnistas fueron Salvador Ferrandis i Luna, Ignacio Villalonga, Joaquim Reig i Rodríguez, Lluís Cebrià i Ibor, Vicent Tomàs i Martí, Eduardo Martínez Sabater, Adolf Pizcueta i Alfonso y Maximiliano Thous Orts.
El 14 de noviembre de 1918, publicó en primera plana y en lugar preferente la Declaración Valencianista. Precedía a la Declaración un artículo a tres columnas titulado «Valencianismo», seguido de las ocho bases del decálogo valencianista, que eran comentadas, una a una, por diferentes miembros de las organizaciones firmantes en ocho artículos aparecidos entre el 16 de noviembre y el 7 de diciembre de 1918.
En 1923 sus principales redactores, Ferrandis Luna y Martínez-Sabater, dieron su apoyo a la Dictadura de Primo de Rivera, lo que provocó la escisión de los elementos contrarios (Tomàs i Martí, Pizcueta), así como la pérdida de difusión popular. El 1930, la dirección del periódico apoyó la proclamación de la Segunda República Española. Al iniciarse la guerra civil española en 1936 fue puesto bajo control de la UGT. Al tomar las tropas franquistas Valencia en marzo de 1939 dejó de ser publicado.